# Kisheresztény
Kisheresztény (szlovákul Malé Chrašťany)  Bélád településrésze, korábban önálló falu Szlovákiában, a Nyitrai kerület Aranyosmaróti járásában.

## Fekvése
Aranyosmaróttól 10 km-re délnyugatra fekszik.

## Története
1209-ben említik először. 1388-ban "Kýsherestien" alakban említi oklevél. 1318-as vámhelyként (Hyrischan) való említése kérdéses. A Gyepes család birtoka volt, más része a gímesi váruradalomhoz tartozott. Ebben az időszakban a Dervence-patakon vízimalom is működött a faluban. 1425-ben Herestien alakban említik. 1461-ben az Elefántyak elpusztították az itteni vámot és megostromolták Gímes várát. 1715-ben 6 adófizető személyt írtak össze.
Vályi András szerint "Kis Heresztény. Tót falu Bars Várm. földes Urai több Uraságok, lakosai katolikusok, fekszik Barshoz 2 1/2 mértföldnyire, földgye, és réttye termékeny, piatzozása közel, malma alkalmatos."
Fényes Elek geográfiai szótárában "Herestyén (Kis), Male-Chrasztany, tót falu, Bars vmegyében, Nyitra vármegye szélén: 181 kath. lak. F. u. többen. Ut. p. Verebély."  Archiválva 2007. szeptember 27-i dátummal a Wayback Machine-ben
A trianoni békeszerződésig Bars vármegye Aranyosmaróti járásához tartozott.

## Népessége
1910-ben 125, többségben szlovák anyanyelvű lakosa volt, jelentős magyar kisebbséggel.
2001-ben Bélád 1536 lakosából 1513 szlovák volt.

## Nevezetességei
- Romantikus stílusú Szent Kereszt kápolnája 1854-ben épült, alatta sírbolt található.